# Гаина, Борис Сергеевич
Борис Сергеевич Гаина (рум. Boris Găină; род. 17 августа 1947, с. Старые Кицканы, Теленештский район, Молдавская ССР, СССР) — учёный винодел - биотехнолог, профессор, академик Академии Наук Молдовы (АНМ).

## Биография
Родился 17 августа 1947 года в селе Кицканий Векь, Теленештского района. Окончил среднюю школу в родном селе с серебряной медалью (1965) и технологический факультет Кишиневского политехнического института в 1970 году. Ассистент кафедры Виноделия Кишиневского политехнического института (1970—1973), аспирант Всесоюзного Института Виноделия и Виноградарства «Магарач» (Ялта, Крым). Кандидат технических наук (1977). Заместитель заведующего отдела Спецвин ВИВиВ «Магарач» (1977—1979).
В 1979 году был приглашён на должность Зав. отделом виноделия Национального Института Винограда и Вина НПО «Виерул». В 1981-1982 годах прошел научную стажировку в Институте Энологии (Institut d’Oenologie de l’Universite de Bordeaux II) в Бордо во Франции. В период с 1990 г. и по 2004 работал заместителем директора  по науке Национального Института Винограда и Вина Республики Молдовы. Доктор технических наук (1992). Член-корреспондент Академии Наук Молдовы (1995), в 2006 получил звание профессора, академик этой же академии (АНМ)  (2007). Генеральный научный секретарь АНМ (2004—2009), академик-секретарь Отделения Аграрных Наук Академии Наук Молдовы (с 2009-2019). Читает курс лекций по энологии и пищевой биотехнологии на Отделении Франкофонии Технического Университета Молдовы (1999—2023). Главный научный сотрудник Научно-Практического Института Садоводства и Пищевых Технологий. Консультант по виноделию и  по виноградо-винодельческому туризму в Компании ”Winery Poiana”. В 2020 году был избран вице-президент АНМ - академик координатор Отделения Наук о Жизни. Подготовил 10 кандидатов наук и одного доктора хабилитат в виноделии и виноградарстве. Является соавтором Стратегии  развития виноградо-винодельческого комплекса Республики Молдова.
Участвовал в создании 3 новых сортов винограда: Легенда, Ритон и Луминица в Национальном Институте Винограда и Вина и 6 межвидовых  сортов: Тефис, Александрина, Аметист, Аугустина, Нистреана и Сармис в Институте Генетики, Физиологии и Защиты Растении.
| 1965-1970   | Учеба в Техническом Университете Молдовы, Факультет Пищевых Технологий, специальность инженер-технолог виноделия;                                                                                             |
| 1970-1973   | Старший инженер, ассистент Кафедры Виноделия Политехнического Института г. Кишинева; |
| 1973-1975   | Аспирант Всесоюзного Института Виноделия и Виноградарства «Магарач», (Ялта, Крым); |
| 1975-1979   | Старший научный сотрудник, заместитель заведующего лабораторией Всесоюзного Института Виноградарства и Виноделия «Магарач» (Ялта, Крым).                                                                      |
| 1979-1990   | Заведующий департаментом энологии МолдНИИ Виноградарства и Виноделия НПО "Виерул", Кишинэу; |
| 1990-2004   | Директор по науке Национального Института Винограда и Вина Республики Молдовы; |
| 2004-2009   | Главный Научный Секретарь Академии Наук Молдовы. |
| 2004-2009   | Исполняющий обязанности академика – координатора Отделения Аграрных Наук АНМ; |
| 2004-2009   | Заведующий Лабораторией виноделия Национального Института Винограда и Вина Молдовы (по совместительству); |
| 2009- 2019  | Академик-координатор Отделения Аграрных Наук АНМ; Главный научный сотрудник Лаборатории энологии и вин с наименованиями по происхождению Научного -Практического Института Садоводства и Пищевых Технологий»; |
| 1977 - 2023 | Профессор Отделения Франкофонии факультета пищевых технологий Технического Университета Молдовы. |

 с 2020          Вице-президент АНМ, академик координатор Отделения Наук о Жизни
| 1977 | Доктор технических наук                   |
| 1992 | Доктор хабилитат технических наук         |
| 1995 | Член-корреспондент Академии Наук Молдовы. |
| 2006 | Профессор-исследователь                   |
| 2007 | Академик Академии Наук Молдовы.           |

## Научная деятельность
В арсенале академика Бориса Гаина более 860 научных работ, из которых 27 монографий (3 в соавторстве с учеными Франции), 3 методико-дидактических пособий, 60 авторских свидетельств на изобретения, 35 новых марок вин, 17 нормативных актов отрасли виноградарства и виноделия Молдовы; соавтор 3 новых сортов винограда: Легенда, Ритон и Луминица в Национальном Институте Винограда и Вина и 6 межвидовых  сортов: Тефис, Александрина, Аметист, Аугустина, Нистреана и Сармис в Институте Генетики, Физиологии и Защиты Растении. Под руководством ученого успешно защищены 10 докторских диссертаций и одна работа доктора хабилитат, выполняются исследования по 2 диссертациям по виноделию;  в Техническом Университете Молдовы защищены более 77 дипломных работ по виноделию, биотехнологии и увологии.
Область исследований
Биотехнологические процессы в увологии и энологии; Винные дрожжи и бактерии, микомицеты и микотоксины; Энологические оценки новых европейских клонов винограда, посаженных в Молдове; Исследование сортов винограда с повышенной устойчивостью к факторам окружающей среды; Экологически чистые винограда - винодельческие продукты; Биологически активные соединения в винограде и винах, их целебные и питательные свойства; Ресвератролы, проантоцианидины; Токсины в соках и винах: тяжелые металлы, патулин, афлотоксины, биогенные амины, метанол, альдегиды; Исследования биологически активных соединений в винограде и винах: аминокислоты, антоцианы, ресвератролы, проантоцианидины, флаваноиды, витамины; Технологическое оборудование по переработке винограда, поточные биореакторы, биохимические соединения древесины дуба, улучшающие аромата и вкуса вин и дистиллятов, сравнительное изучение древесины дуба из Молдовы, Румынии, Украины и Франции. Технология получения энокрасителей на основании обратного осмоса, масла из виноградных косточек, заменитель порошка какао из виноградных косточек, высококачественный виноградный уксус и др., которые нашли применение в фармакологии, косметологии и пищевой промышленности. Иммобилизованные ферменты: стабилизация соков и вин. Гибриды винограда в F4  устойчивые к корневой филлоксере; Совершенствование сортимента высококачественных вин из Chardonnay, Pinot Noir и Muscat Ottonel.  Разработка технологических схем производства молодых вин "Primeur" и ”Virgin”.Увологическая и энологическая характеристика 9 новых сортов винограда с целью продвижения их в виноградовинодельчесой отрасли Республики Молдова. Разработка технологической линии производства высококачественного уксуса из виноградного и плодовоягодного сырья для внутреннего рынка Молдовы и экспорта.

## Труды
- BIBLUS
- BIBLUS
- BIBLUS
- 60 свидетельств на изобретения (в соавторстве)
- 35 марок вина, удостоенных 15-ю медалями (в соавторстве)

## Общественные должности
- Член Координационного совета Французского Альянса в Молдавии
- Член Оргкомитета VINMOLDOVA c 1995 года
- Член Национального фестиваля Вина Румыниию
- Член Государственной Комиссии по импорту-экспорту алкогольной продукции.
- Член дегустационной Комиссии  Национального Бюро  Винограда и Вина Республики Молдовы.
- Член редакционных коллегий научных журналов издаваемых в Румынии, Украине, Молдовы и России.
- Член (Председатель) Специализированных Советов по защите докторских диссертаций

## Награды
- Человек 1993 года в энологии. Золотая медаль и почетный диплом, Paris - France;
- Почетный Кавалер Союза Виноделов Vallee de Loire, Chinon - France (1982);
- Почетный Диплом Ассоциации Виноградарей и Виноделов из Beaujolais -France (1999);
- Почетный Диплом Конкурса Вин "Вина Кубани", Краснодар - Россия (2010);
- Премия АНМ за цикл научных работ в энологии (2012);
- Золотая Медаль "В.Таиров" Института Виноградарство и Виноделия, Одесса- Украина;
- Почетный Титул "Doctor Honoris Causa" Кагульского Государственного Университета (2014);
- Юбилейная Медаль "60 лет создания АНМ" (2016);
- Медаль АНМ "Николае Милеску-Спэтару" по случаю 70-летия со дня рождения акад. Б.Гаина (2017);
- Золотая Медаль "Союза Науки Культуры Молдовы" (2017);
- Почетная Медаль Академии Научного Общества Румынии (2017);
- Государственная Медаль Республики Молдова "Глогия Мунчий" (2017);
- Медаль Митрополии Молдовы "Меритул Бисерическ" (2017);
- Золотая Медаль "Дмитрие Кантемир" АНМ (2021)
- Почетный Юбилейный Диплом - "60 лет Академии Наук Молдовы"
- Награда "Академическая Заслуга II-й и I-й степени" АНМ (2019, 2023)
- Почетный член  Академического Кооперативного сообщества (2023)